# Learjet 28
Beim Learjet 28 handelt es sich um ein zweistrahliges Geschäftsreiseflugzeug in Tiefdeckerauslegung. Das Flugzeug verfügt über ein Zwei-Personen-Cockpit und über eine Kabine für bis zu zehn Passagiere, die in der Sitzanordnung 1+1 untergebracht sind.  Typischerweise wurden jedoch nur Sitze für acht Passagiere eingebaut. Der Erstflug des Learjet 28 fand am 24. August 1977 statt.
Der Learjet 28 beruht auf dem Learjet 25, erhielt aber einen komplett neuen Tragflügel mit Winglets an den Flächenenden. Der Learjet 29 ist baugleich, ist jedoch für eine höhere Reichweite vorgesehen. Der kommerzielle Erfolg blieb aus, da die Triebwerke zu laut und der Kraftstoffverbrauch zu groß war.
Von dem Modell Learjet 28 wurden insgesamt nur fünf Serienmaschinen gebaut, die 1998 noch alle im Einsatz waren. Der Learjet 28 wurde durch den weiterentwickelten Learjet 35 ersetzt. 

## Technische Daten
| Kenngröße                     | Daten                                          |
| ----------------------------- | ---------------------------------------------- |
| Besatzung                     | 2                                              |
| Passagiere                    | maximal 10                                     |
| Länge                         | 14,50 m                                        |
| Spannweite                    | 13,35 m                                        |
| Höhe                          | 3,73 m                                         |
| Flügelfläche                  |                                                |
| Flügelstreckung               |                                                |
| Leermasse                     |                                                |
| max. Startmasse               | 6805 kg                                        |
| optimale Reisegeschwindigkeit | 756 km/h                                       |
| Höchstgeschwindigkeit         | 883 km/h                                       |
| Dienstgipfelhöhe              | 15545 m                                        |
| Reichweite                    | 2660 km                                        |
| Triebwerke                    | 2 × General Electric CJ610-8A je 13,1 kN Schub |